# Finska grenadjärskarpskyttebataljonen

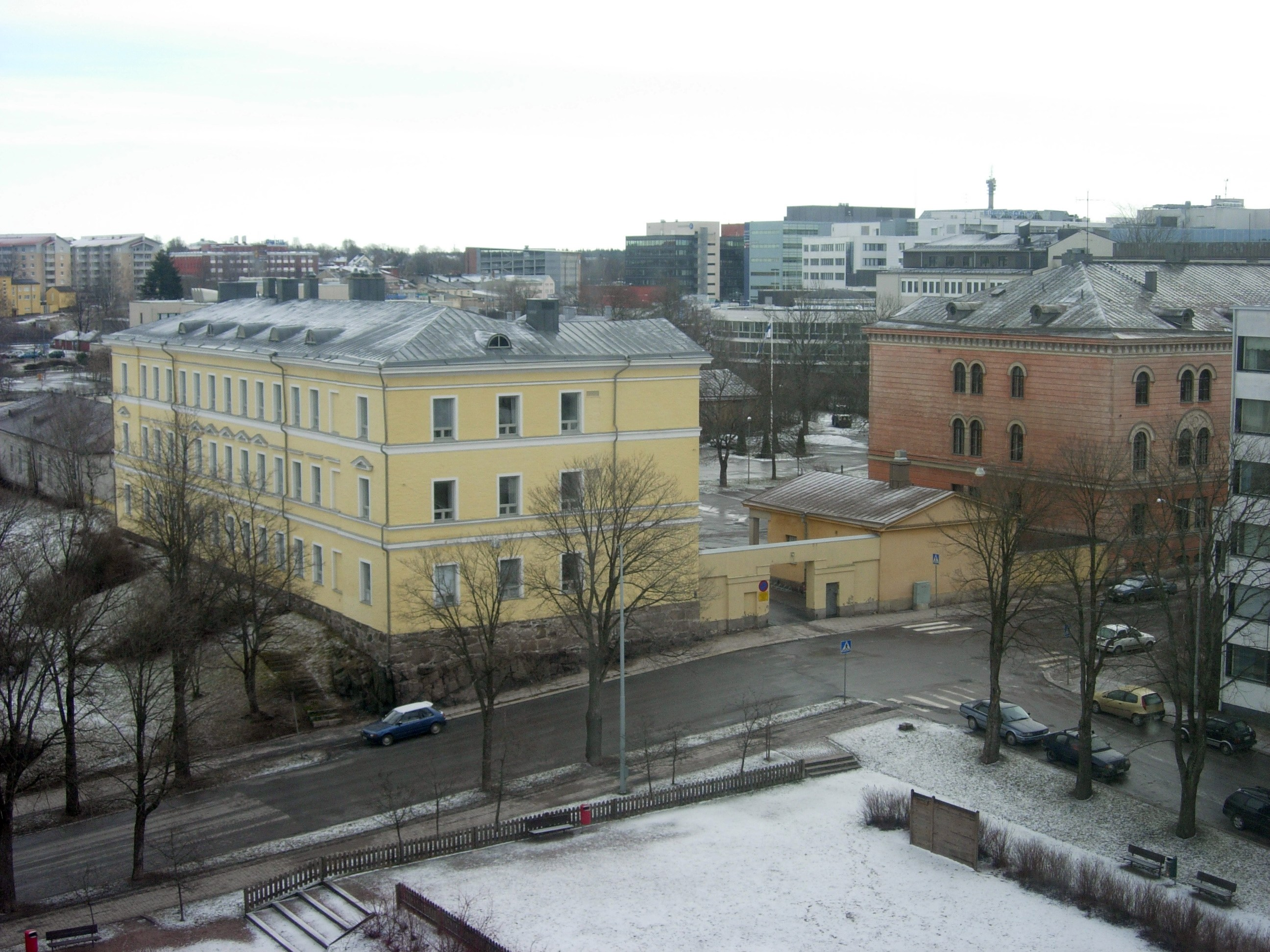
Den som fattighus byggda, gulmålade skarpskyttekasernen och kommendanthuset i Åbo.

Finska grenadjärskarpskyttebataljonen var en i Finland värvad rysk militär truppenhet. Bataljonen uppställdes 1846 och lades ned 1857. Den var förlagd till Åbo.

## Historik

### Tillkomst
I mitten av 1840-talet såg världsläget hotande ut och den ryska militärledningen gjorde upp en plan för Finlands försvar. Utöver andra militära enheter skulle fyra i Finland värvade skarpskyttebataljoner ställas upp. Endast en av dem blev verklighet och det skedde år 1846. Den kallades först övningsskarpskyttebataljonen och förlades till Åbo. Redan 1848 införlivades den med den ryska grenadjärkåren och kallas därefter Finska grenadjärskarpskyttebataljonen. Manskapet som uppgick till ca 1 000 personer var finländare och de fördelades på fyra kompanier och ett reservkompani. Befälet var också finländskt men förefaller inte ha varit utbildat i kadettskolan i Fredrikshamn utan ha tagits från andra truppenheter. Bataljonskommendant var först överstelöjtnant Oscar Falck men från 1849 Henrik Lyra.

### Inkvartering
För bataljonens behov köpte kronan 1846 Åbo stads bara tio år gamla fattighus vid Tranebrunnsplan och fick granntomten som gåva av staden. Platsen var i den dåvarande stadens utkant. Mindre ombyggnader av huvudkasernen gjordes omedelbart. Vid porten uppfördes ett kommendanthus eller högvakten i sten. På den skänkta tomten uppfördes en träbarack för 430 man, en matsal och ett kök så att hela bataljonen fick plats. År 1847 uppförde man en sjukhusbyggnad, också den på den skänkta tomten. För bataljonens övriga behov vidtogs flera åtgärder. I Åbo domkyrka inreddes Klockkoret, dvs. domkyrkans klockgjuteri norr om ingångshallen, som kapell för bataljonen och bär ännu namnet Skarpskyttekapellet. År 1847 grundades bataljonens musikkår som leddes av Conrad Greve. Greve musiksatte 1851 Fredrik Berndtsons skådespel Ur lifvets strid. Han använde där Napoleonmarschen, som han hade arrangerat för bataljonens musikkår. Den ackompanjerade en scen där generalmajor Georg Carl von Döbeln uppträdde i Björneborgs regementes uniform. Teaterpjäsens och marschens stora popularitet i Helsingfors ledde till att Björneborgarnas marsch blev honnörsmarsch för det fria Finlands försvarsmakt och dess överbefälhavare. Bataljonen fick överta Livdragonregementets gamla exercisfält och en särskild begravningsplats inrättades 1850, båda sydost om staden. Bataljonen deltog några gånger med andra ryska trupper i de årliga övningslägren i Tsarskoje Selo.

## Krimkriget

### Bataljonens ställningar i öst och väst
På vintern 1854 förklarade England och Frankrike krig mot Ryssland och sände varsin flotta till Östersjön. Den engelska flottan bestod nästan helt av ångdrivna fartyg. I april låg den engelska flottan vid Finska vikens mynning och inväntade den franska flottan. Grenadjärskarpskyttebataljonens uppgift i kriget var att förhindra landstigningar och dess första och andra kompani under bataljonschefen överstelöjtnant Lyra förlades i närheten av Ekenäs och troligen även längre österut. Det tredje och fjärde kompaniet marscherade under ledning av major Gustaf Grahn över isarna till Åland. Där måste de snart ge upp försöken att stoppa engelska strandhugg, eftersom de sällan hann fram till platsen innan engelsmännen redan hade försvunnit. De förlades därför till närheten av fästningen Bomarsund. I maj 1854 bombarderade engelsmännen fästningarna i Hangö och en patrull sökte sig in i de smala vattnen mot Ekenäs, där man väntade sig möjligheter att ta byte. Den 19 maj lyckades grenadjärskarpskyttarna slå tillbaka engelsmännens försök att passera Lappvik. Följande dag sköt de engelska fartygen sönder batteriet vid Vitsand 8 km närmare land och skarpskyttarna kunde inte längre hindra dem. Engelsmännens byte blev ett fartyg som låg på Ekenäs redd lastat med salt. De allierades kommando ansåg att den svagaste av de stora ryska fästningarna vid Östersjön var Bomarsund men för angreppet behövdes ytterligare 10 000 man franska marininfanterisoldater. För att testa fästningens styrka bombarderade den 21 juni en liten engelsk eskader fästningen och lyckades skjuta sönder ett batteri som låg strax söder om fästningen. Mellan batteriet och fästningen var de två grenadjärskarpskyttekompanierna uppställda men de berördes inte av beskjutningen.

### Bomarsunds förstörelse

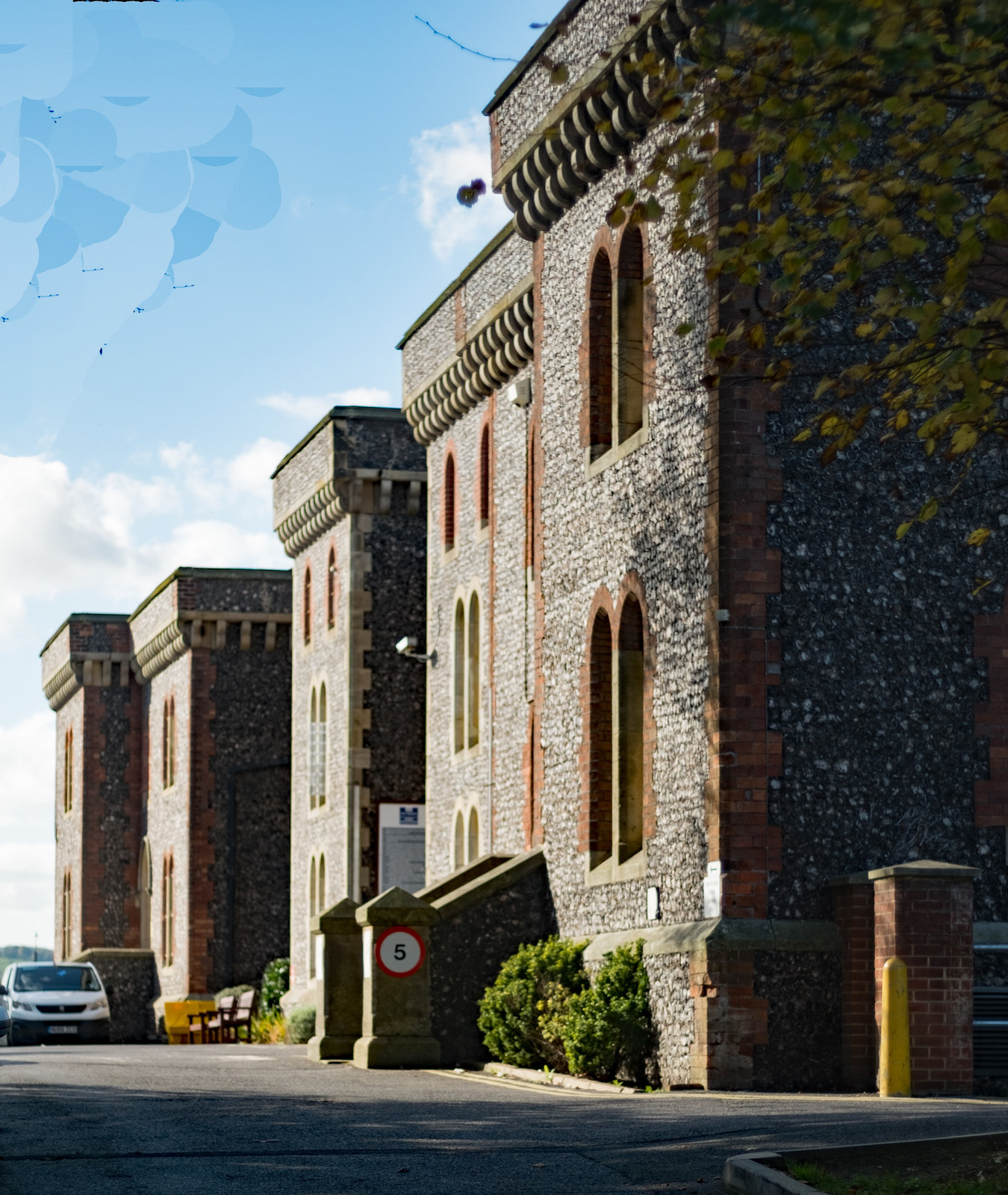
Fängelset i Lewes

Bomarsunds besättning på 2 000 man innefattade över 400 grenadjärskarpskyttar då det fransk-engelska anfallet inleddes den 13 augusti. Några skarpskyttar befann sig då på taket till det fristående Brännklintstornet, som låg närmast fransmännen, med uppgift att hålla fransmännen borta från tornet. De måste dock dra sig tillbaka då de franska mörsarnas eld riktades mot torntaket. Huvudfästets erövring inleddes den 15 augusti på kejsar Napoleon I:s födelsedag. Redan följande dag måste fästningen kapitulera. Grenadjärskarpskyttarna hade då bränt sin fana för att den inte skulle råka i fiendehänder. Bortförandet av den tillfångatagna besättningen inleddes omedelbart. Hälften av fångarna togs till Frankrike, den andra hälften till England, bland dem grenadjärskarpskyttarna. I England inkvarterades fångarna först på ett avmastat skepp utanför Sheerness vid Kents kust. I början av oktober fördes de finska fångarna till staden Lewes nära Brighton där de inkvarterades i ett upprustat militärfängelse. De behandlades väl eftersom engelsmännen såg dem som representanter för ett folk som förtrycktes av Ryssland. Officerarna fick röra sig fritt i England. Under de 18 månader som de vistades i Lewes avled 28 fångar i olika sjukdomar. Vid avresan följdes de av en stor skara människor och överstelöjtnant Grahn höll ett tacktal till invånarna på järnvägsstationen. Elva år senare lät kejsar Alexander II resa ett monument över de i fångenskap avlidna skarpskyttarna på S:t John’s kyrkogård.

### TräffningenvidRunsala

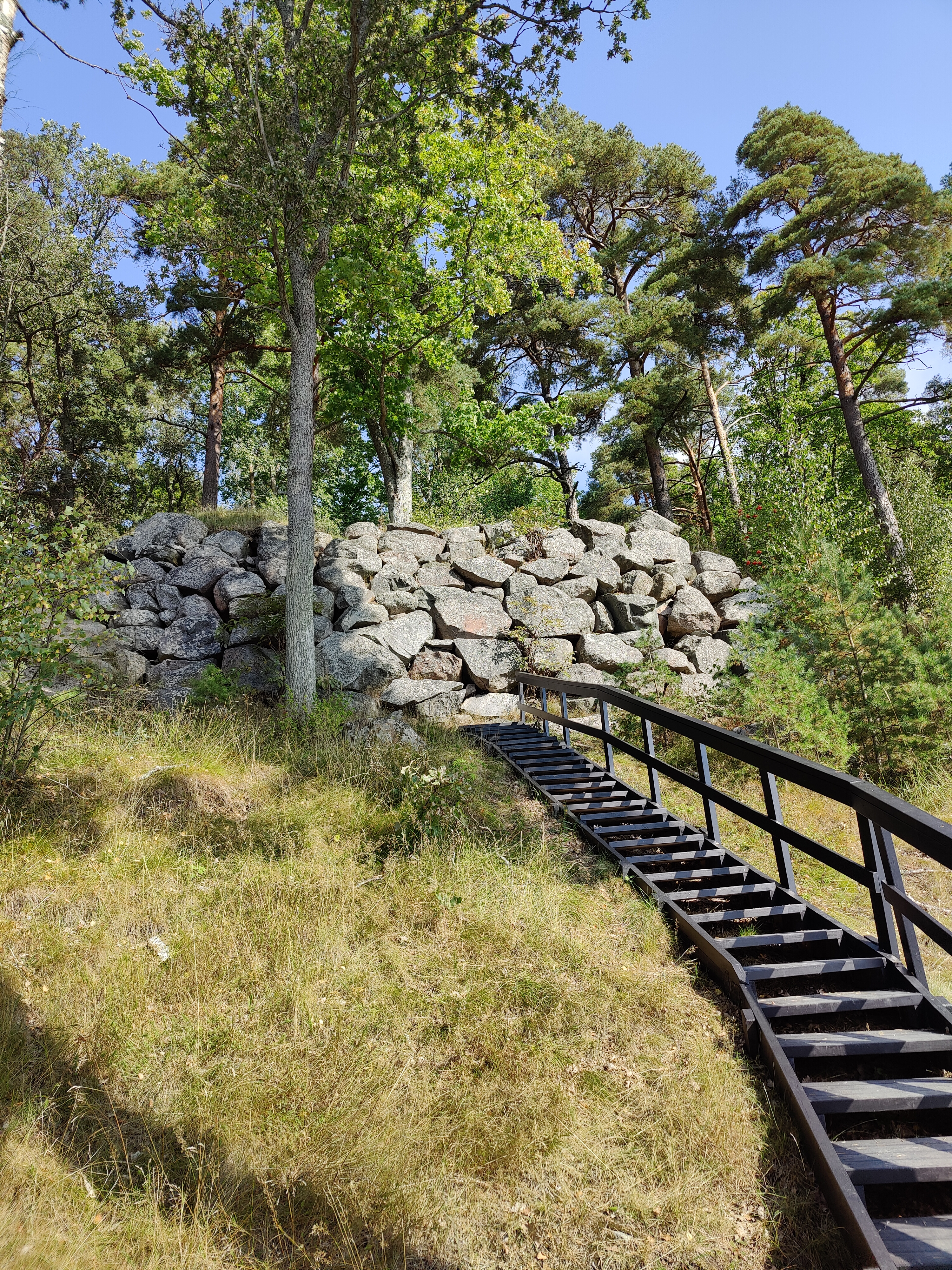
Batteriet på Runsala 1854

Efter Bomarsunds fall steg nervositeten i Åbo och man byggde flera kanonbatterier vid sunden in till Åbo. Man spärrade också Bocksunden med kättingar och pålspärrar och förde kanonbåtar till platsen. Till lands fanns även ryska infanterisoldater och grenadjärskarpskyttebataljonens reservkompani. Fyra engelska ångfartyg anlände till platsen den 22 augusti 1854 och inledde en beskjutning för att få reda på hur sunden försvarades. Utan förluster drog de sig sedan tillbaka men konstaterade att farleden var så trång att skarpskyttarna kunde göra ett intrång mycket farligt.

### Angreppet påSveaborg
Under krigets andra seglingssäsong 1855 koncentrerade sig de allierade flottorna på att angripa Sveaborg för att på så sätt få en trygg väg till den ryska flottans huvudbas i Kronstadt. Under vintern hade Sveaborg förstärkts på ett område som sträckte sig från Drumsö i väster till Sandhamn i öster. Grenadjärskarpskyttarna placerades denna gång på Drumsö. Bombardemanget av Sveaborg pågick under två dagar den 9–10 augusti 1855. Engelsmännen gjorde ett näranfall med artilleri på Drumsö, varför skarpskyttarnas gevär inte kunde användas. Efter angreppet på Sveaborg stannade de allierade flottorna länge på Finska viken där en strid ännu utbröt vid Hangö udd.

### Freden och bataljonens upplösning
I mars 1856 slöts redan fred mellan länderna. I april återvände de fångna grenadjärskarpskyttarna till hemlandet och i september 1856 intågade bataljonen i dess helhet i Åbo. Den omformades till en undervisningsbataljon, senare till en skarpskytteskola för att upplösas år 1860. Kejsaren var mycket nöjd med bataljonens insatser i kriget och skänkte den en ny fana som ersättning för den som hade förstörts på Bomarsund. Den överlämnades 17 maj 1857 till bataljonen på Alexanderstorget i Åbo och officerarna firade händelsen med en bal på stadens societetshus. Ännu på Finlands kyrkas 700-årsjubileum 17.6.1857 uppträdde bataljonens musikkår men därefter tystnar omnämnandena av bataljonen.